# John Henry (album)
John Henry è il quinto album in studio del gruppo musicale alternative rock statunitense They Might Be Giants, pubblicato nel 1994.

## Tracce
1. Subliminal – 2:45
2. Snail Shell – 3:20
3. Sleeping in the Flowers – 4:30
4. AKA Driver – 3:14
5. I Should Be Allowed to Think – 3:09
6. Extra Savoir-Faire – 2:48
7. Why Must I Be Sad? – 4:08
8. Spy – 3:06
9. O, Do Not Forsake Me – 2:30
10. No One Knows My Plan – 2:37
11. Dirt Bike – 3:05
12. Destination Moon – 2:27
13. A Self Called Nowhere – 3:22
14. Meet James Ensor – 1:33
15. Thermostat – 3:11
16. Window – 1:00
17. Out of Jail – 2:38
18. Stomp Box – 1:55
19. The End of the Tour – 3:18

## Formazione
- John Flansburgh - voce, chitarra
- John Linnell - voce, tastiere, corni
- Brian Doherty - batteria
- Tony Maimone - basso
- Graham Maby - basso